# JK Slayer
 JK Slayer  (J・Kスレイヤー) es una película japonesa, del 11 de mayo de 2012, producida por Zen Pictures. Es una película del género tokusatsu, de acción y aventuras, con artes marciales, dirigido por Kanzo Matsuura, y protagonizada por Maaya Morinaga.
La película cuenta con una versión realizada en el 2013 también dirigida por Kanzo Matsuura, protagonizada por Nozomi Fujimori. El título es JK Slayer Yaksa version.
El idioma es en japonés, pero también está disponible con subtítulos en inglés, en DVD o descargable por internet.

## Argumento[1]
Mikoto fue tiempo atrás, un dios guerrero, que después de rebelarse contra el señor del infierno, fue derrotado y desterrado a un mundo demoniaco.
El señor del infierno, siendo consciente de los poderes de Mikoto, lo introdujo en un cuerpo de una chica estudiante de secundaria, y la ordenó que matara a todos los monstruos Oni que estaban amenazando la tierra de los seres humanos. 
Un día, Shinji Komori, un joven chico amigo de Mikoto, le pide ayuda terriblemente asustado. El chico lleva a Mikoto al lugar donde dice haber sido atacado por un ogro, pero ella no puede encontrar a ningún monstruo, solo al padre de Shinji que le dice que solo se trata de historias imaginarias que Shinji suele hacer, pero Mikoto detecta que el padre de Shinji está poseído por un Oni, y empieza así una fiera batalla entre los dos. Durante la batalla el malvado Oni roba el alma de Shinji poseyéndolo, y escapa hacia el infierno. Mikoto persigue al monstruo hacia el averno, para salvar a Shinji.